# Manuel Penella
Pour les articles homonymes, voir Penella.
Manuel Penella Moreno (né le 31 juillet 1880 à Valence et décédé le 24 janvier 1939 à Cuernavaca, État de Morelos au Mexique) est un compositeur espagnol, fils du compositeur Manuel Penella Raga (es) (1847-1909).

## Biographie

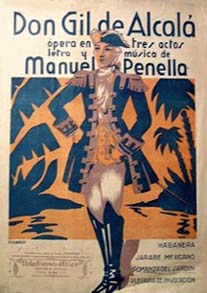
Don Gil de Alcalá (opera, 1932).

Manuel Penella étudia d'abord la musique avec son père, directeur du conservatoire de Valence, puis la composition avec Salvador Giner. Il se destina d'abord à une carrière de violoniste, mais il dut abandonner son instrument au profit de la composition, à la suite d'un accident à la main gauche. Après ses études, il travailla un temps comme organiste dans l'église Saint-Nicolas de Valence, puis s'orienta bientôt vers le théâtre. Sa première œuvre, El queso de bola, une saynète lyrique en un acte, fut présentée à Valence. À partir de 1898, il passa cinq années à voyager avec des compagnies d'opéras et de zarzuelas, dans tout le continent américain.
À partir de 1903, de retour en Espagne, il compose de nombreuses œuvres comprenant opérettes, zarzuelas, revues et comédies musicales. Penella donne des appellations diverses à ses compositions, pour en dénoter le caractère populaire et festif : humorada lírica en un acte, idil·li en un acte, aventura en un acte, exposició, xirigota, astracanada, espanyolada, etc. Son succès majeur de l'époque est Las musas latinas (1912), revue en un acte.
Entre 1912 et 1913 sa tournée argentine connaît de nombreux succès. En 1916, son opéra El gato montés attire les foules, grâce en particulier à un paso doble très populaire. En 1919, El gato montés fait sensation à New-York.
Don Gil de Alcalá, son opéra de chambre pour orchestre et cordes présenté à Barcelone en 1932, fut l'une de ses œuvres les plus appréciées de la critique. Ses autres succès furent encore Jazz Band (revue, 1932) et La malquerida (zarzuela en trois actes, 1935).
Il meurt en 1939, dans la ville mexicaine de Cuernavaca, alors qu'il se préparait à diriger la musique du film El capitan aventurero, basé sur son opéra Don Gil de Alcalá.
Au total, Manuel Penella a composé plus de 80 œuvres lyriques.

## Œuvres
- 1893 El queso de bola
- 1906 Las niñas alegres
- 1907 Amor ciego, zarzuela
- 1907 El dinero
- 1907 El día de reyes
- 1908 El padre cura
- 1908 La perra chica
- 1908 El arrojado
- 1908 Sal de espuma, zarzuela
- 1908 La tentación
- 1909 Corpus Christi, drama lírico
- 1909 Las gafas negras
- 1909 La noche de las flores
- 1909 Entre chumberas, zarzuela
- 1910 La niña mimada, opereta
- 1910 Los vencedores, zarzuela
- 1910 Gracia y justicia
- 1910 Las romanas caprichosas, opereta
- 1910 La reina de las tintas
- 1911 Huelga de señoras
- 1911 La niña de los besos, opereta
- 1911 El ciego del barrio
- 1911 El viaje de la vida, opereta
- 1911 El género alegre
- 1911 La novela de ahora
- 1912 Los pocos años
- 1912 Las musas latinas
- 1914 Galope de amor, opereta
- 1914 La muñeca del amor, capricho
- 1914 La isla de los placeres
- 1914 La España de pandereta
- 1916 El gato montés, opéra, Valence, Teatro Principal.
- 1917 La última españolada
- 1917 El amor de los amores
- 1917 La cara del ministro
- 1918 Frivolina, opereta
- 1918 El teniente Florisel, vaudeville
- 1918 Bohemia dorada zarzuela
- 1925 El paraíso perdido
- 1926 La última carcelera, zarzuela
- 1927 El milagro de San Cornelio
- 1927 El espejo de las doncellas
- 1927 Entrar por uvas ou Feliz año nuevo
- 1928 Ris-Ras
- 1930 Los pirandones, zarzuela
- 1930 La reina jamón, zarzuela
- 1930 Me caso en la mar, zarzuela
- 1930 La pandilla
- 1931 Ku-Kus-Klan
- 1931 ¡Viva la República!
- 1931 Don Amancio el Generoso, zarzuela
- 1931 El huevo de Colón
- 1932 Jazz Band
- 1932 Don Gil de Alcalá, opera buffa, Barcelona, Teatro Novedades.
- 1933 El hermano lobo, zarzuela
- 1934 Tana Fedorova, zarzuela
- 1935 La malquerida, zarzuela

## Référence
- (ca) Cet article est partiellement ou en totalité issu de l’article de Wikipédia en catalan intitulé « Manuel Penella Moreno » (voir la liste des auteurs).